# Törökország az 1952. évi nyári olimpiai játékokon
Törökország a finnországi Helsinkiben megrendezett 1952. évi nyári olimpiai játékok egyik részt vevő nemzete volt. Az országot az olimpián 4 sportágban 60 sportoló képviselte, akik összesen 3 érmet szereztek.

## Érmesek
| Érem  | Versenyző    | Sportág  | Versenyszám        |
| ----- | ------------ | -------- | ------------------ |
| Arany | Hasan Gemici | Birkózás | Szabadfogás, 52 kg |
| Arany | Bayram Şit   | Birkózás | Szabadfogás, 62 kg |
| Bronz | Adil Atan    | Birkózás | Szabadfogás, 87 kg |

## Atlétika
Férfi
| Versenyző     | Versenyszám    | Előfutam | Előfutam | Előfutam | Negyeddöntő | Negyeddöntő | Negyeddöntő | Elődöntő | Elődöntő | Elődöntő | Döntő         | Döntő         |
| Versenyző     | Versenyszám    | Idő      | Hely.    | Össz.    | Idő         | Hely.       | Össz.       | Idő      | Hely.    | Össz.    | Idő           | Helyezés      |
| ------------- | -------------- | -------- | -------- | -------- | ----------- | ----------- | ----------- | -------- | -------- | -------- | ------------- | ------------- |
| Doğan Acarbay | 400 m          | 50,83    | 5.       | 59.      | kiesett     | kiesett     | kiesett     | kiesett  | kiesett  | kiesett  | kiesett       | kiesett       |
| Doğan Acarbay | 400 m gát      | 1:02,8   | 5.       | 40.      | kiesett     | kiesett     | kiesett     | kiesett  | kiesett  | kiesett  | kiesett       | kiesett       |
| Emin Doybak   | 400 m          | 51,34    | 6.       | 64.      | kiesett     | kiesett     | kiesett     | kiesett  | kiesett  | kiesett  | kiesett       | kiesett       |
| Emin Doybak   | 400 m gát      | 56,6     | 6.       | 33.      | kiesett     | kiesett     | kiesett     | kiesett  | kiesett  | kiesett  | kiesett       | kiesett       |
| Turhan Göker  | 800 m          | 1:55,9   | 5.       | 36.      |             |             |             | kiesett  | kiesett  | kiesett  | kiesett       | kiesett       |
| Turhan Göker  | 1500 m         | 4:01,02  | 8.       | 41.      |             |             |             | kiesett  | kiesett  | kiesett  | kiesett       | kiesett       |
| Ekrem Koçak   | 800 m          | 1:54,5   | 4.       | 24.**    |             |             |             | kiesett  | kiesett  | kiesett  | kiesett       | kiesett       |
| Ekrem Koçak   | 1500 m         | 4:01,77  | 8.       | 44.      |             |             |             | kiesett  | kiesett  | kiesett  | kiesett       | kiesett       |
| Cahit Önel    | 1500 m         | 3:58,42  | 8.       | 39.      |             |             |             | kiesett  | kiesett  | kiesett  | kiesett       | kiesett       |
| Cahit Önel    | 3000 m akadály | 9:06,02  | 4.       | 12.      |             |             |             |          |          |          | 9:04,73       | 10.           |
| Osman Coşgül  | 5000 m         | 14:36,2  | 8.       | 20.      |             |             |             |          |          |          | kiesett       | kiesett       |
| Osman Coşgül  | 10 000 m       |          |          |          |             |             |             |          |          |          | 30:42,4       | 15.           |
| Erdal Barkay  | 110 m gát      | 15,34    | 4.       | 19.      |             |             |             | kiesett  | kiesett  | kiesett  | kiesett       | kiesett       |
| Kemal Horulu  | 400 m gát      | 55,2     | 4.       | 23.*     | kiesett     | kiesett     | kiesett     | kiesett  | kiesett  | kiesett  | kiesett       | kiesett       |
| Ahmet Aytar   | Maraton        |          |          |          |             |             |             |          |          |          | nem ért célba | nem ért célba |

| Versenyző     | Versenyszám   | Selejtező             | Selejtező             | Döntő    | Döntő    |
| Versenyző     | Versenyszám   | Eredmény              | Helyezés              | Eredmény | Helyezés |
| ------------- | ------------- | --------------------- | --------------------- | -------- | -------- |
| Avni Akgün    | Távolugrás    | érvényes ugrás nélkül | érvényes ugrás nélkül | kiesett  | kiesett  |
| Akın Altıok   | Hármasugrás   | 13,62 m               | 32.                   | kiesett  | kiesett  |
| Nuri Turan    | Súlylökés     | 13,00 m               | 20.                   | kiesett  | kiesett  |
| Nuri Turan    | Diszkoszvetés | 41,45 m               | 31.                   | kiesett  | kiesett  |
| Halil Zıraman | Gerelyhajítás | 61,19 m               | 21.                   | kiesett  | kiesett  |

* - egy másik versenyzővel azonos időt ért el

** - három másik versenyzővel azonos időt ért el

## Birkózás
Kötöttfogású
| Versenyző        | Versenyszám | 1. forduló                        | 2. forduló                  | 3. forduló                   | 4. forduló               | 5. forduló        | 6. forduló        | 7. forduló        | Helyezés |
| Versenyző        | Versenyszám | Ellenfél Eredmény                 | Ellenfél Eredmény           | Ellenfél Eredmény            | Ellenfél Eredmény        | Ellenfél Eredmény | Ellenfél Eredmény | Ellenfél Eredmény | Helyezés |
| ---------------- | ----------- | --------------------------------- | --------------------------- | ---------------------------- | ------------------------ | ----------------- | ----------------- | ----------------- | -------- |
| Fahrettin Akbaş  | 52 kg       | Kenéz Béla (HUN) · 0-3            | Heini Weber (GER) · 0-3     | kiesett                      | kiesett                  | kiesett           | kiesett           | kiesett           | 12.      |
| Kemal Demirsüren | 57 kg       | Leo Cortsen (DEN) · 9:50          | Artyom Tyerjan (URS) · 0-3  | Ion Popescu (ROU) · 7:39     | kiesett                  | kiesett           | kiesett           | kiesett           | 9.       |
| Hasan Bozbey     | 62 kg       | Erkki Talosela (FIN) · 0-3        | Antoine Merle (FRA) · 3-0   |                              | Jakov Punkin (URS) · 0-3 | kiesett           | kiesett           |                   | 6.       |
| Raif Akbulut     | 67 kg       | Sazam Szafin (URS) · 0-3          | visszalépett                | kiesett                      | kiesett                  | kiesett           | kiesett           | kiesett           | 19.      |
| Ahmet Şenol      | 73 kg       | Antoni Gołaś (POL) · 3-0          | Vladislav Sekal (TCH) · 3-0 | Semyon Marushkin (URS) · 0-3 | kiesett                  | kiesett           | kiesett           |                   | 5.       |
| Ali Özdemir      | 79 kg       | Adel Ibrahim Moustafa (EGY) · 2-1 | Lars Bilet (NOR) · 3-0      | Németi Gyula (HUN) · 0-3     | kiesett                  | kiesett           |                   |                   | 5.       |
| İsmet Atlı       | 96 kg       | Umberto Silvestri (ITA) · 1-2     | Jos Schummer (LUX) · 2:15   | Kovács Gyula (HUN) · 0-3     | kiesett                  | kiesett           | kiesett           |                   | 5.       |

Szabadfogású
| Versenyző           | Versenyszám | 1. forduló                     | 2. forduló                      | 3. forduló                        | 4. forduló                       | 5. forduló                    | 6. forduló                  | 7. forduló              | 8. forduló        | Helyezés |
| Versenyző           | Versenyszám | Ellenfél Eredmény              | Ellenfél Eredmény               | Ellenfél Eredmény                 | Ellenfél Eredmény                | Ellenfél Eredmény             | Ellenfél Eredmény           | Ellenfél Eredmény       | Ellenfél Eredmény | Helyezés |
| ------------------- | ----------- | ------------------------------ | ------------------------------- | --------------------------------- | -------------------------------- | ----------------------------- | --------------------------- | ----------------------- | ----------------- | -------- |
| Hasan Gemici        | 52 kg       | Oiva Timonen (FIN) · 3-0       | Leslie Cheetham (GBR) · 4:00    | Giordano Degiorgi (ITA) · 2:45    | Mahmoud Mollaghasemi (IRI) · 1-2 | Kitano Júsú (JPN) · 3-0       |                             |                         |                   |          |
| Cemil Sarıbacak     | 57 kg       | Bencze Lajos (HUN) · 9:56      | Tauno Jaskari (FIN) · 2-1       | Isii Sóhacsi (JPN) · 0-3          | Edvin Vesterby (SWE) · 3-0       | kiesett                       | kiesett                     | kiesett                 |                   | 5.       |
| Bayram Şit          | 62 kg       | Roger Bielle (FRA) · 8:01      | Ibrahim Dadashev (URS) · 3-0    | Henry Holmberg (SWE) · 3-0        | Rauno Mäkinen (FIN) · 4:11       |                               | Nászer Givehcsi (IRI) · 3-0 | Joe Henson (USA) · 9:20 |                   |          |
| Tevfik Yüce         | 67 kg       | Ray Myland (GBR) · 3-0         | Blondie Pienaar (RSA) · 3-0     | Tofigh Jahanbakht (IRI) · 1-2     | kiesett                          | kiesett                       | kiesett                     | kiesett                 | kiesett           | 10.      |
| Mehmet Ali Islioğlu | 73 kg       | Vasily Rybalko (URS) · 2-1     | Aleksanteri Keisala (FIN) · 1-2 | Jean-Baptiste Leclerc (FRA) · 3-0 | kiesett                          | kiesett                       | kiesett                     | kiesett                 |                   | 9.       |
| Haydar Zafer        | 79 kg       | Adalberto Lepri (ITA) · 3-0    | Eduardo Assam (MEX) · 5:45      | Calie Reitz (RSA) · 3-0           | Gholamreza Takhti (IRI) · 0-3    | kiesett                       | kiesett                     | kiesett                 |                   | 5.       |
| Adil Atan           | 87 kg       | August Englas (URS) · 0-3      | Max Leichter (GER) · 0:42       | Jan Theron (RSA) · 11:55          |                                  | Henry Wittenberg (USA) · 9:14 | Viking Palm (SWE) · 1-2     |                         |                   |          |
| İrfan Atan          | 120 kg      | William Kerslake (USA) · 10:11 | Ahad Vafadar (IRI) · 2-1        | Bertil Antonsson (SWE) · 1-2      | Taisto Kangasniemi (FIN) · 3-0   | kiesett                       | kiesett                     |                         |                   | 4.       |

## Kosárlabda
- Ali Uras
- Altan Dinçer
- Erdoğan Partener
- Mehmet Ali Yalım
- Nejat Diyarbekirli
- Sacit Seldüz
- Sadi Gülçelik
- Turhan Tezol
- Yalçin Granit
- Yılmaz Gündüz
- Yüksel Alkan
- Güney Ülmen

### Eredmények
Selejtező
C csoport
| 1952. július 14. | Egyiptom (EGY) | 64–45 | Törökország |  |
| 1952. július 14. | (27–18)        |       |             |  |

| 1952. július 15. | Olaszország (ITA) | 49–37 | Törökország |  |
| 1952. július 15. | (24–16)           |       |             |  |

| Csapat      | Helyezés |
| ----------- | -------- |
| Törökország | 20.      |

## Labdarúgás
- Basri Dirimlili
- Ercüment Güder
- Erdoğan Akın
- Kamil Altan
- Macit Gürdal
- Mustafa Ertan
- Muzaffer Tokaç
- Necdet Şentürk
- Rıdvan Bolatlı
- Tekin Bilge
- Yalçin Çaka
- Vasıf Çetinel
- Fevzi Büyükyıldırım
- Alaattin Yolaç
- Cahit Candan
- Hadi Pozan
- Ekrem Koldaş
- Kaya K.
- Ergün İ.
- Sedat Cömert

Nyolcaddöntő
| 1952. július 21. |

| Törökország (TUR)             | 2 – 1               | Holland Antillák |
| ----------------------------- | ------------------- | ---------------- |
| Tokaç 9' Bilge 76' (11-esből) | (1 – 0) Jegyzőkönyv | Briezen 79'      |

| Lahti stadion, Lahti Játékvezető: Carl Jørgensen (dán) |

Negyeddöntő
| 1952. július 24. |

| Magyarország (HUN)                                              | 7–1               | Törökország |
| --------------------------------------------------------------- | ----------------- | ----------- |
| Palotás 18' Kocsis 32' 90' Lantos 48' Puskás 54' 72' Bozsik 70' | (2–0) Jegyzőkönyv | Güder 57'   |

| Kotka stadion, Kotka Nézőszám: 20 000 Játékvezető: Wolf Karni (finn) |

| Csapat      | Helyezés |
| ----------- | -------- |
| Törökország | 5.       |